# تامی یانگر
تامی یانگر (انگلیسی: Tommy Younger; ۱۰ آوریل ۱۹۳۰ – ۱۳ ژانویهٔ ۱۹۸۴) بازیکن فوتبال اهل اسکاتلند بود.
از باشگاه‌هایی که در آن بازی کرده‌است می‌توان به باشگاه فوتبال استوک سیتی، باشگاه فوتبال لیدز یونایتد، باشگاه فوتبال لیورپول، باشگاه فوتبال فالکیرک و باشگاه فوتبال هیبرنین اشاره کرد.